# Рита Ора
Рита Сахатчију Ора (алб. Rita Sahatçiu Ora; Приштина, 26. новембар 1990) британска је певачица и текстописац са Косова и Метохије. Истакла се 2012. године када је DJ Fresh објавио сингл Hot Right Now уз њу као вокалисту, који се потом нашао на првом месту у Уједињеном Краљевству. Године 2012. објавила је свој дебитантски студијски албум Ora, који је заузео прво место у Уједињеном Краљевству. Албум се састоји од синглова R.I.P. и How We Do (Party), који су такође били на првом месту у поменутој држави. Са укупно три сингла, била је један од извођача с највише песама на врху топ-листе UK Singles Chart за 2012. годину.
Године 2018. објавила је други студијски албум, Phoenix. Водећи сингл с албума, Your Song, нашао се међу првих десет места у Уједињеном Краљевству. Наредни синглови, Anywhere и Let You Love Me, били су међу првих пет места исте топ-листе. Такође, песмом Let You Love Me постала је први британски женски соло извођач са тринаест песама међу првих десет места у Уједињеном Краљевству. Свој трећи студијски албум, You & I, издала је у јулу 2023. године.

## Детињство и младост
Рођена је 26. новембра 1990. године у албанској породици у Приштини, у тадашњој Социјалистичкој Републици Србији. Њена мајка Вера (девојачко Бајрактари) је психијатар, а отац Бесник Сахатчију, по професији економиста, власник паба. Има старију сестру Елену и млађег брата Дона. Пуно име јој је Рита Сахатчију, али су јој родитељи касније додали презиме Ора (што значи „време” на албанском језику) ради лакшег изговора.
Услед политичких нестабилности, с породицом је напустила Социјалистичку Федеративну Републику Југославију. Године 1991. породица се преселила у Лондон, док је она била беба. Одрасла је у Нотинг Хилу, где је такође похађала школу сценских уметности.

## Музичка каријера

### 2007—2010: Почетак каријере
Рита је често наступала пред публиком у Лондону и, понекад, у пабу њеног оца. 2007. године Рита се први пут појавила у песми када је певала пратећи вокал у песми "Awkward" Крега Дејвида, и затим опет 2008. године у песми "Where's Your Love" са Триничи Стаидером. На обе траке се није појавила званично. Појавила се на две песме са Џејмс Моросоновог албума "Songs for You, Truths for Me", као пратећи вокал.
Године 2008. ишла је на аудизију за Евровизија: Потребан си својој држави која се емитовала на Би-Би-Си One као британски извођач за Песму Евровизије 2009. и квалификовала се, али се повукла са такмичења након неколико епизода јер се"није осећала добро" и мислила је да "тај изазов није за њу". Њен менаџер, Сара Стенет (која је такође радила са Ели Голдинг, Џеси Џеј и Конором Меинардом), касније је изјавила да се Рита пријавила на такмичење јер је у то време осећала као да само тако може стећи популарност. Сара је такође рекла да би јој такмичење не би помогло да постане соло певачица, него би јој отежало. Stennett reassured her that performing in Eurovision would hinder rather than help her chances to make it as a solo artist.
Убрзо касније, Ритин менаџмент ступио је у контакт са америчком издавачком кућом Roc Nation, и рекли су им о њој. Рита је потписала уговор о издаваштву са Roc Nation у децембру 2008. године, као један од њених првих уговора. Направила је камео наступ у Џеј-Зијевом споту за песму "Young Forever" (2009) и Дрејковом споту за "Over"(2010). Након што је потписала уговор, Рита је снимила албум и желела је да га објави, али ју је издавачка кућа саветовала да то не ради и она је почела да ради на новом материјалу за свој деби албум.

### 2011—2013: Пробој иOra
Током 2011. године, Рита је објављивала кавере и видее о свом раду на свом деби албуму на Јутјубу. Њени видеи су привукли пажњу ДиЏеј Фреша, који је у то време тражио женског извођача за свој хит "Hot Right Now". Рита је певала песму која је изашла 12. фебруара 2012. и нашла се на првом месту на музичкој листи у Уједињеном Краљевству. Током фебруара 2012. године, Рита је наступала на Дрејковој турнеји Club Paradise Tour у Уједињеном Краљевству.
Први сингл са њеног деби албума, "R.I.P." (са Тини Темпом) изашао је 6. маја 2012. године. Продуцирана од стране Чес & Статус, песма се појавила на врху листа у Уједињеном Краљевству, што постаје њен први број један као соло извођач. 12. августа 2012. изашла је песма "How We Do (Party)" која се нашла на првом месту у Уједињеном Краљевству и Ирској. То је био други сингл Рите да се нашао на првом песму као соло извођач, и трећи у 2012. години.
Док је била на турнеји Mylo Xyloto Tour Колдплеја најавила је да ће њен деби албум носити назив Ora. Албум је изашао 27. августа 2012. године у Европи и Аустралији, и нашао се на врху листа у Уједињеном Краљевству. Рита је номинована за Најбољег новог извођача, Пуш извођача и Најбољег УК/Ирског извођача на 2012 MTV Europe Music Awards. У септембру 2012. године, најављено је да ће Рита наступати на Ашеровој Euphoria Tour у Уједињеном Краљевству која је почела у јануару 2013. Али турнеја је отказана због Ашерових "професионалних и личних обавеза". Од 23. до 30. октобра 2013. Рита је одржала своју прву турнеју, Ora Tour, у САД.
"Shine Ya Light" изашао је 4. новембра 2012. године, и постао је Ритин четврти заредом топ десет на листама у Уједињеном Краљевству. 26. новембра 2012. године Рита се појавила као специјални гост на концерту одржаном у Тирани, Албанији на 100-тој годишњици независности Албаније. Ора је одржала своју прву турнеју у Уједињеном Краљевству под називом Radioactive Tour, у јануару 2013. како би промовисала свој албум. Номинована је за три награде на 2013 Brit Awards, укључујући и Награду за најбољег британског новог извођача.

### 2013—2017: Раздвој саRoc Nationи други пројекти
У јануару 2013. године, Рита је изјавила да ће њен други албум бити чистији и да ће имати више праваца од првог. 26. фебруара 2013. године, изјавила је да њен други албум показује другачији угао "парти девојке". 24. маја 2013. наступала је на In New Music We Trust. 28. јуна 2013. Рита је наступала на пирамида позорници на Глестборни фестивалу.
Дана 18. маја 2014. године, песма "I Will Never Let You Down" појавила се на певом месту на листама у Уједињеном Краљевству, што постаје Ритина четврта песма заредом да постиже тај резултат, и трећа као соло уметник. У јулу 2014. године, Рита је избацила песму "Black Widow" са Иги Азејлијом која се појавила на првом месту у Уједињеном Краљевству, и нашла се први пут на топ десет листи у САД, где се нашла на трећем месту. 14. децембра 2014. Рита је наступала на Божић у Вашингтону сниман у Националном музеју. 22. фебруара 2015. године, на 87th Academy Awards наступала је са песмом "Grateful" која се појавила у филму Иза светла. 28. јуна 2015. Рита је избацила песму "Poison", која се нашла на трећем месту у Уједињеном Краљевству, поставши њен шести топ пет сингл у држави.
У децембру 2015. године, Рита је поднела тужбу против Roc Nation, тражећи да се њен уговор заврши јер га је потписала 2008. године и да је "неважећи" због калифорнијског "седмогодишњег уговора". Тужба такође садржи да је она "дужна да избаци само један албум а не прављење више након изласка првог" и да је њена веза са Roc Nation "непоправљиво оштећена". Њена тужба садржала је и чињеницу о заради, у којој говори да је Roc Nation узимао двадесет и пет процената зараде. У јануару 2016. године Roc Nationпопунио је тужбу против Рите због нарушеног уговора. Крајње суђење одржано је у мају 2016. године.
У јуну 2016. најављено је да је потписала уговор са Atlantic Records. 3. септембра 2016. наступала је на концерту у Риму, заједно са осталим албанским уметницима и са косовским оркестром.

### 2018—садашњост:
Дана 26. маја 2017. Рита је избацила прву соло песму у скоро две године, названу "Your Song", која се нашла на седмој позицији у Уједињеном Краљевству. Очекује се да песма буде први сингл са њеног другог албума, након што су старије песме изгубљене због тужбе против Roc Nation. Други сингл, "Anywhere", постао је једанаести топ десет сингл у Уједињеном Краљевству, и нашао се на другој позицији.
У јануару 2018. године, Лијам Пејн и Рита су избацили песму "For You", са албума за филм Педесет нијанси — ослобођени, у ком Рита такође и глуми. У фебруару песма се нашла на осмој позицији у Уједињеном Краљевству, чинећи дванаести Ритин сингл, поставши трећи британски женски извођач који има највише топ десет синглова. У мају, Рита издаје песму "Girls", заједно са свим женским извођачима, као што су Карди Би, Чарли Екс-Си-Екс и Биби Рекса.
Дана 18. септембра 2018, Рита је открила име свог другог албума, Phoenix, као и да ће бити издат 23. новембра. Истог дана, албум је био доступан за претпродају. 24. септембра, избацила је четврти сингл са албума, "Let You Love Me". Сингл се нашао на четвртом месту у Великој Британији, чинећи Ритин тринаести топ 10 сингл, којим је срушила 30-огодишњи рекорд за највише топ 10 синглова од британског женског соло извођача (који су раније заједно држале Ширли Беси и Петула Кларк). Затим 29. октобра, Рита најављује датуме за турнеју широм Европе, Азије и Океаније од 1. марта до 29. маја 2019.

## Приватни живот
Служи се енглеским и албанским језиком. Мајка јој је католкиња, а отац муслиман. Она себе сматра духовном, али не и религиозном.
Њен деда по мајци, Осман Бајрактари, био је албански конзул у Совјетском Савезу. Деда по оцу, Бесим Сахатчију, био је филмски и позоришни редитељ.
Дана 10. јула 2015. тадашња председница Републике Косово Атифете Јахјага именовала је Ору за почасног амбасадора Републике Косово у Лондону. Ора, којој су се на церемонији придружили њени родитељи и бивши премијер Уједињеног Краљевства Тони Блер и његова супруга Чери, изјавила је да је „почаствована”.
Између 2013. и јуна 2014. излазила је с британским ди-џејем Калвином Харисом. Године 2016. ступила је у везу с америчким музичарем Ендруом Вотом. Били су заједно до септембра 2018. године. Помирили су се у јануару 2019, али потом поново раскинули у октобру 2019. године. Од 2021. у вези је с новозеландским редитељем Тајком Вајтитијем. Наводно су се венчали у августу 2022. године.
У новембру 2020. прекршила је ограничења поводом пандемије ковида 19 тако што је своју рођенданску прославу организовала у ресторану у западном Лондону током периода затварања. Недуго пре тога се вратила из Египта, те је због тога требало да буде у изолацији 14 дана. Према полицији, њен тим је понудио да плати 5.000 фунти због овог прекршаја, затраживши од ресторана да се камере за видео-надзор искључе. Представник ресторана је негирао да је извршена уплата. Ора се извинила за кршење мера, те је кажњена са 10.000 фунти.

## Дискографија
- (2012)
- (2018)
- (2023)

## Филмографија

### Филм
| Улоге  |                              |               |                |             |
| Година | Српски назив                 | Изворни назив | Улога          | Напомена    |
| 2004.  |                              |               | Розана         |             |
| 2013.  | Паклене улице 6              |               | најављивач     | непотписана |
| 2015.  | Педесет нијанси — Сива       |               | Мија Греј      |             |
| 2015.  | Леви кроше                   |               | Марија Ескобар |             |
| 2017.  | Педесет нијанси — Мрачније   |               | Мија Греј      |             |
| 2018.  | Педесет нијанси — Ослобођени |               | Мија Греј      |             |
| 2019.  | Покемон: Детектив Пикачу     |               | др Ен Лорент   |             |
| 2021.  | Афера Оливера Твиста         |               | Доџер          |             |

### Телевизија
| Улоге      |                              |               |                          |                  |
| Година     | Српски назив                 | Изворни назив | Улога                    | Напомена         |
| 2004.      |                              |               | Џеклин Ливермур          | 1 епизода        |
| 2006.      |                              |               | Лејла                    | 1 епизода        |
| 2015.      |                              |               | менторка                 | 4. сезона        |
| 2015.      | Империја                     |               | себе                     | 1 епизода        |
| 2015.      |                              |               | чланица жирија           | 12. сезона       |
| 2016—2017. | Следећи топ-модел Америке    |               | водитељка                | 23. сезона       |
| 2017.      |                              |               | водитељка                |                  |
| 2017.      | МТВ европске музичке награде |               | водитељка                |                  |
| 2019.      | Руполова дрег трка: All Stars         |               | гостујућа чланица жирија | 1 епизода        |
| 2020—данас |                              |               | чланица жирија           |                  |
| 2021—данас |                              |               | менторка                 | 10. сезона—данас |
| 2022—данас | Кунг-фу Панда: Змајев витез  |               | Лутера (глас)            |                  |

## Турнеје
- (2012)
- (2013)
- (2018)
- (2019)